# Matilde I de Borbó
Matilde I de Borbó (c. 1165 - Montlaux 20 de juny de 1218), coneguda també com a Mahaut de Borbó o Margarida de Borbó, va ser senyora de Borbó des del 1173 fins a la seva mort. Era filla d'Arquimbald de Borbó i Alícia de Borgonya, i neta d'Arquimbald VII de Borbó.
Es va convertir en l'hereva l'any 1171 de la senyoria de Borbó a la mort del seu avi després de la mort prematura del seu pare l'any 1169.
Matilde es va casar per primer cop, cap al 1178, amb Gauxer IV de Mâcon, senyor de Salins del que va tenir una filla:
- Margarida de Salins, casada amb Guillem de Sabran, comte de Forcalquier, i posteriorment amb Jocerand IV Gros de Brancion, batlliu de Borgoña, senyor del castell d'Uxelles i Brancion.

El 1195, després de la tornada de Gauxer de la Tercera Croada, les males relacions entre Matilde i el seu espòs van portar a un divorci, pronunciat per consanguinitat.
Matilde es va casar per segon cop amb Guiu II de Dampierre, conestable de la Xampanya, i senyor de Dampierre. Van tenir diferents fills:
- Arquimbald VIII de Borbó, senyor de Borbó, conestable de França.
- Guillem II de Dampierre, senyor de Dampierre
- Felipa Matilda de Dampierre, casada amb Guigó IV de Forez, comte de Forez
- Maria de Dampierre, casada amb Enric de Sully, senyor de Sully i posteriorment amb Herveu de Vierzon, senyor de Vierzon 1170-1219